# 彩虹 (可苦可樂單曲)
《彩虹》，是日本樂團可苦可樂的第17張單曲。2009年4月15日發行。

## 簡介
前作《時光的腳步聲》約半年之後的單曲。被起用作為日本航空（JAL）的電視廣告歌曲，從《只在這裡盛開的花》到《時光的腳步聲》連續六作都是電視劇主題曲的紀錄自此中斷。c/w曲《Summer rain》被用作電視動畫《四葉遊戲》的片頭曲，是可苦可樂首次的動畫歌曲。
初回限定盤附送的DVD包含單曲《時光的腳步聲》c/w曲《獵戶座之參宿四》的音樂錄像帶以及《彩虹》的製作花絮。

## 收錄曲目
全曲作詞・作曲：小渕健太郎、編曲:可苦可樂
1. 彩虹
  - 日本航空的電視廣告歌曲
  - 全國民放FM53局「MEET THE MUSIC」的Featuring歌曲
2. Summer rain
  - 東京電視台系動畫《四葉遊戲》的片頭曲
3. RURURU（ルルル）
4. 彩虹 (Instrumental)
5. Summer rain (Instrumental)
6. RURURU (Instrumental)

## 外部連結
- 彩虹 初回限定盤 （页面存档备份，存于）
- 彩虹 通常盤 （页面存档备份，存于）